# 알베르티나 칼손
알베르티나 칼손(Albertina Carlsson, 1848년 6월 12일 - 1930년)은 스웨덴의 동물학자이다. 동물학에서 과학적 연구를 수행한 최초의 스웨덴 여성으로 알려져있다.
칼손은 재봉사인 A.P. 칼손(A.P. Carlsson)과 A.M. 존슨(A.M. Jönsson) 사이에서 태어났다. 개인수업을 받다가 1865~68년 스톡홀름에 있는 교사학교(Högre lärarinneseminariet)에서 공부했다. 1870~81년 파울루스 여학교(Paulis elementarläroverk för flickor)와 1881~1907년 쇠데르말름 여학교(Södermalms högre läroanstalt för flickor)에서 교사로 일했다.
1880년부터 스톡홀름 대학교의 해부학 연구소에서 동물학을 공부했다. 비교 해부학 분야를 중심으로 스웨덴, 독일 및 영국의 과학 논문으로 출판된 크고 작은 30여개의 작업을 수행했다. 특히 다양한 포유류의 다른 종 사이의 계통과 관계에 중심을 두었다. 1884년 스웨덴 왕립 과학 아카데미의 Flormanska 상을 공동으로 수상했다. 1927년 스톡홀름 대학에서 명예 박사 학위를 받았다.

## 참고 문헌
- Nils Lundström: Svenska kvinnor i offentlig verksamhet (1924), p 70.
- Svensk uppslagsbok, Lund 1930